# إنابيل باز
إنابيل باز (بالإسبانية: Aníbal Paz) (مواليد 21 مايو 1917) هو لاعب كرة قدم. يلعب مع منتخب الأوروغواي لكرة القدم. سبق له أن لعب في كأس العالم لكرة القدم مع منتخب بلاده.

## روابط خارجية
- إنابيل باز على موقع الاتحاد الدولي (مؤرشف)  (الإنجليزية)
- إنابيل باز على موقع قاعدة بيانات كرة القدم.إي يو (الإنجليزية)
- إنابيل باز على موقع ناشيونال فوتبول تيمز (الإنجليزية)
- إنابيل باز على موقع عالم كرة القدم.نت (الإنجليزية)